# Barra luminosa
Una barra luminosa è un dispositivo di segnalazione luminosa e, talvolta, anche acustica normalmente in dotazione ai mezzi che svolgono interventi di emergenza e soccorso. Poste situate sul tettuccio del veicolo, hanno come scopo principale quello di renderlo visibile da ogni direzione.

## Tipologie

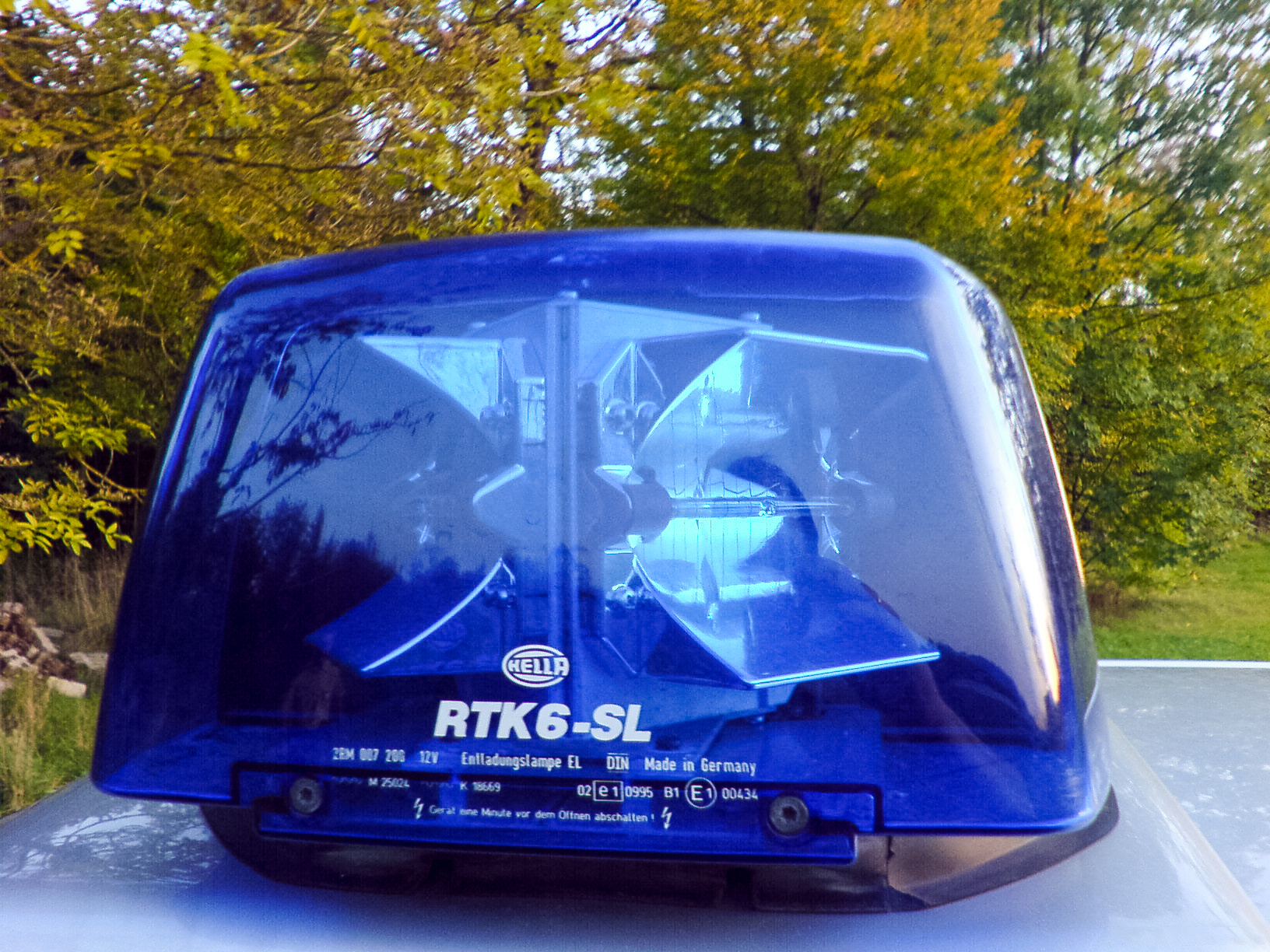
Barra stroboscopica

Esistono 3 tipi di barra luminosa:
- Stroboscopica
- Alogena
- LED

### Stroboscopica
È generalmente composta da 5 parti: 
- La prima è la più importante e cioè lo "strobo" che è composto da un tubo lungo 5 cm circa che al suo interno fa passare un fascio di luce ad altissima velocità e frequenza, permettendo così il lampeggio;
- La seconda parte consiste nei "faretti di profondità" che sono posti ai due lati della lightbar e sono di colore bianco; inoltre, hanno potenza pari a 55 watt e servono ad illuminare le zone laterali dove non ci sono sistemi di illuminazione;
- La terza parte consiste nei "faretti fendinebbia" posti davanti alla lightbar e di colore anch'essi bianco, servono ad avvisare il traffico anche lampeggiando e devono essere in funzione nei momenti in cui ci sono delle emergenze;
- La quarta parte riguarda gli "avvisatori del traffico" che sono posti nel retro della lightbar e sono generalmente composti da due faretti alogeni ambra da 55 watt a sequenza luminosa alternata, oppure, sono composti da un messenger rosso o ambra a LED che può preregistrare fino a un centinaio di messaggi circa;
- La quinta e ultima parte è riguardante l'altoparlante della sirena (100 watt) che viene posto in centro alla lightbar o, in presenza di messenger a led, viene posto sotto il vano motore.

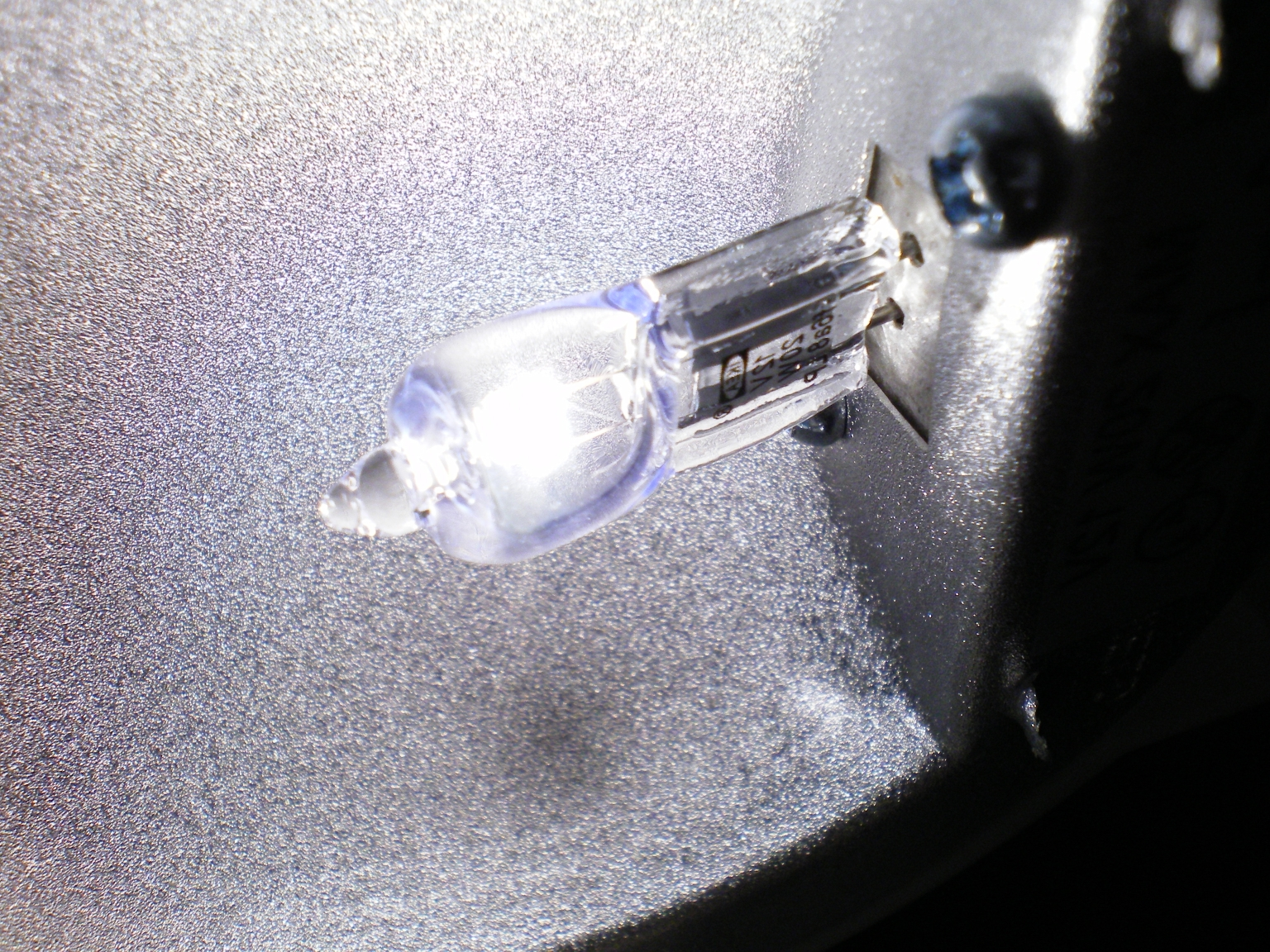
Tipica luce alogena

### Alogena
- La prima parte comprende i motori che fanno ruotare a 360° (disponibili in varie velocità) le cupole di plastica che permettono di orientare il fascio luminoso.
- La seconda parte comprende le lampadine alogene (55 watt) che permettono di creare il fascio luminoso che verrà poi orientato dalle cupole di plastica.

### LED

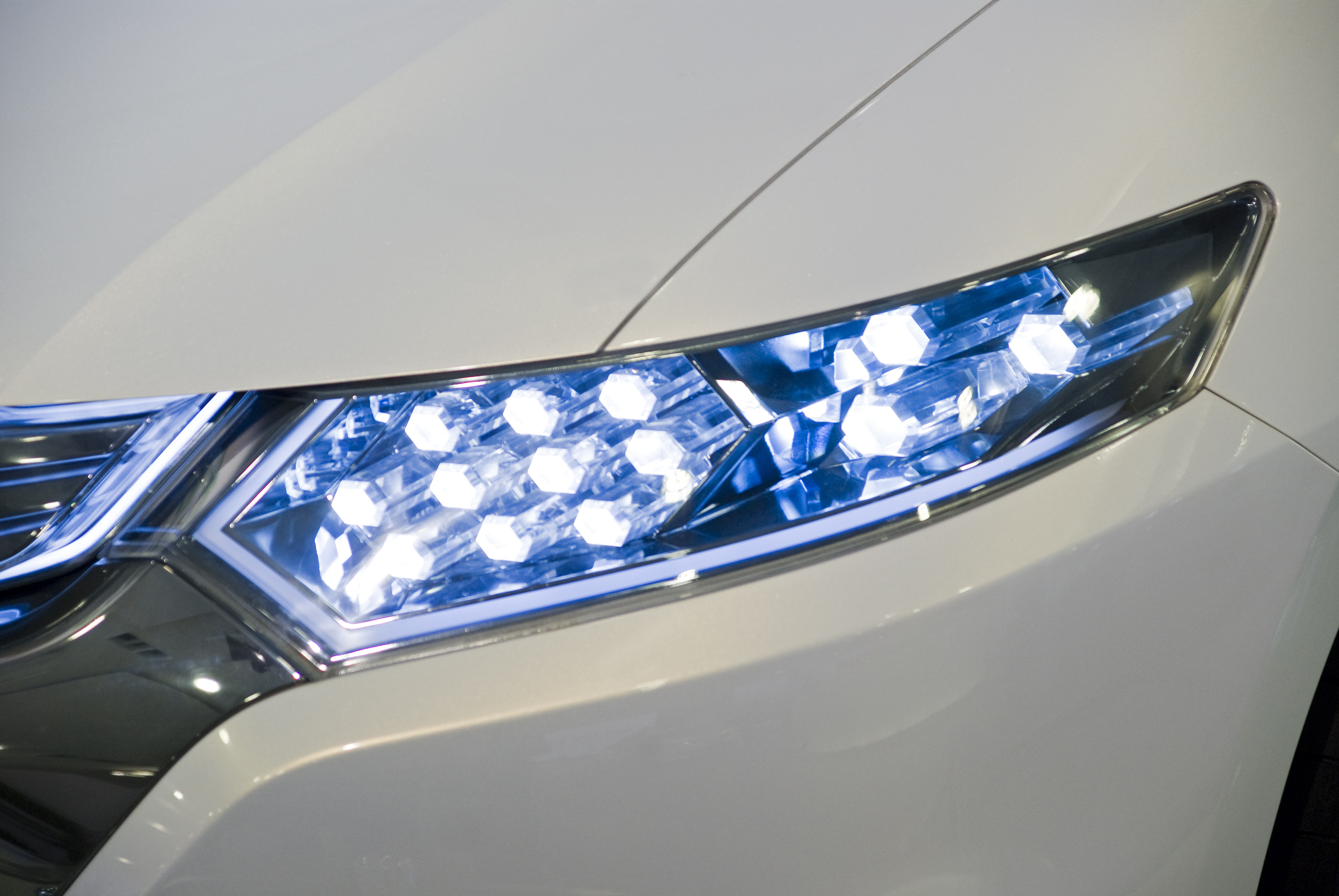
Tipica luce LED

- La prima parte comprende i Led che sono la principale fonte luminosa della lightbar. Hanno durata molto maggiore della lampadina stroboscopica e durano ancora di più rispetto alla lampadina alogena. Emettono una tale potenza luminosa, che sono letteralmente accecanti se guardati da una distanza di pochi metri.
- La seconda parte consiste nei "faretti di profondità" che sono posti ai due lati della lightbar e sono di colore bianco; inoltre, hanno potenza pari a 55 watt e servono ad illuminare le zone laterali dove non ci sono sistemi di illuminazione;
- La terza parte consiste nei "faretti fendinebbia" posti davanti alla lightbar che devono essere messi in funzione (anche lampeggiando) quando ci sono delle emergenze insieme alle altre fonti luminose;
- La quarta parte riguarda gli "avvisatori del traffico" che sono posti nel retro della lightbar e sono generalmente composti da due faretti alogeni ambra da 55 watt a sequenza luminosa alternata, da un messenger rosso o ambra a LED che può preregistrare fino a un centinaio di messaggi circa, da più faretti alogeni ambra da 55 watt che formano una striscia: in base al movimento delle luci sintetizzato più o meno così: (<<<<)= tenere la sinistra; (>>>>)= tenere la destra.

## Versionemini

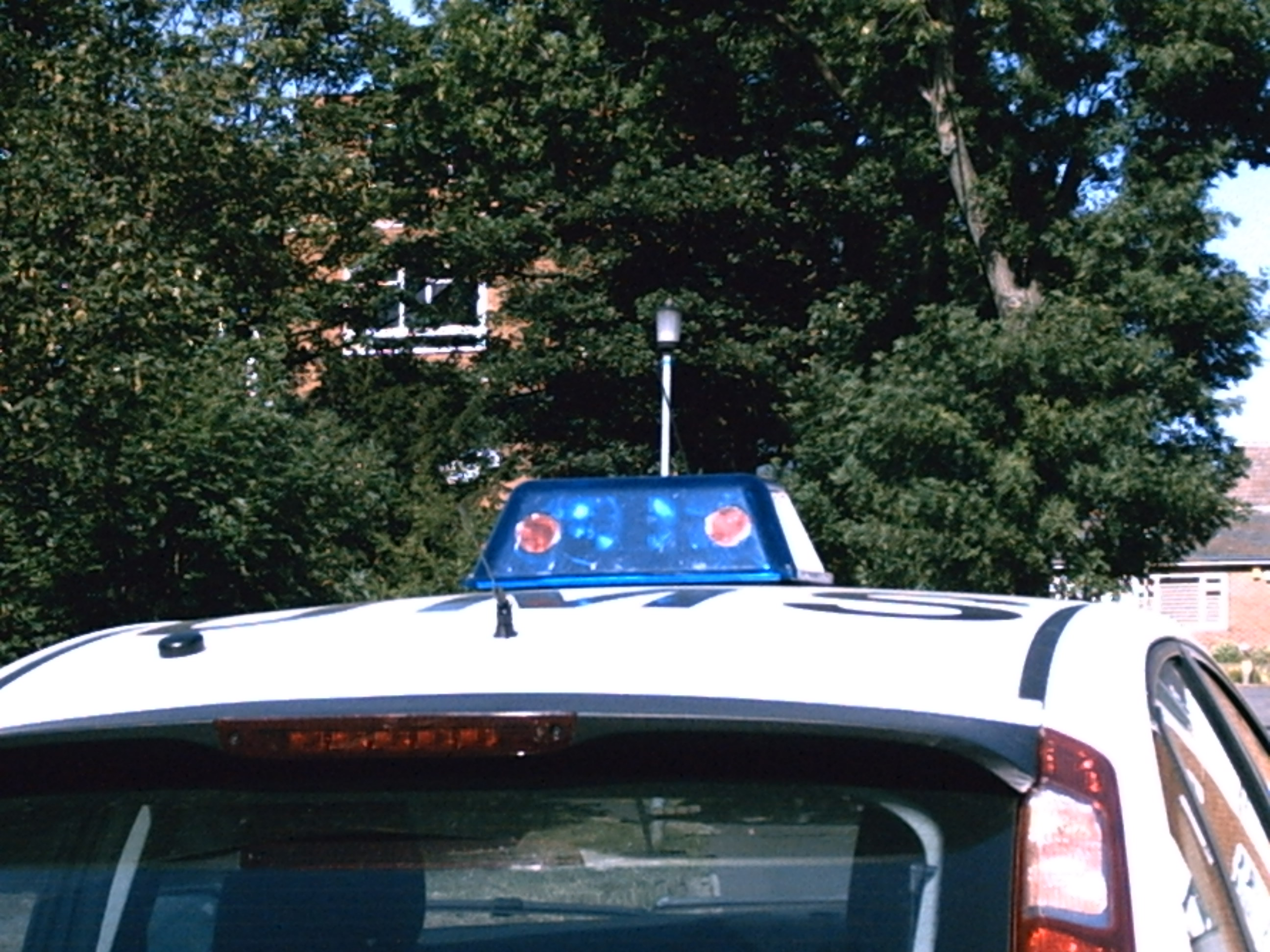
Mini barra luminosa

Le mini barre luminose si differenziano dalle prime in quanto:
- hanno larghezza molto inferiore, di solito la metà;
- possono essere dotate di montaggio magnetico con relativo spinotto da collegare alla presa accendisigari del veicolo;
- raramente possiedono un avvisatore direzionale;
- raramente possiedono un altoparlante integrato.

## Segnalazione acustica
La maggior parte delle barre luminose attualmente in commercio possono essere dotate anche di un altoparlante in grado di svolgere sia la funzione di sirena che quella di megafono (per la trasmissione di messaggi vocali all'esterno del veicolo). 
La potenza media di questi altoparlanti è di 100 W, ma una nota ditta italiana è riuscita a produrne uno in grado di sprigionare una potenza totale di ben 140 W e, come se non bastasse, offre anche l'installazione di un altro altoparlante supplementare da altri 140 W, riuscendo a costruire delle barre luminose in grado di produrre ben 280 W di potenza sonora complessiva.

## Sistemi di fissaggio
I sistemi di fissaggio possono essere suddivisi in tre grandi categorie:
- Mobili;
- Permanenti;
- Magnetici.

I primi presentano caratteristiche tali da renderli facilmente applicabili a qualsiasi tipo di veicolo e permettono una veloce rimozione della barra luminosa in caso di necessità.
I secondi, invece, sono studiati appositamente per garantire un ancoraggio pressoché totale della barra luminosa al tetto del veicolo e non prevedono per nulla la possibilità di rimozione della stessa.
Gli ultimi sono dedicati soprattutto alle mini barre luminose, le quali devono essere facilmente trasportabili e non possono pertanto essere dotate di sistemi di fissaggio permanenti.

## Altre luci
Talvolta sono anche accompagnate da avvisatori direzionali rivolti verso il retro del veicolo, necessari qualora si debba deviare il Traffico in direzioni ben specifiche; inoltre possono essere ulteriormente dotate di:
- Luci di crociera
- Luci di profondità
- Luci laterali
- Faro brandeggiante.

## Galleria d'immagini

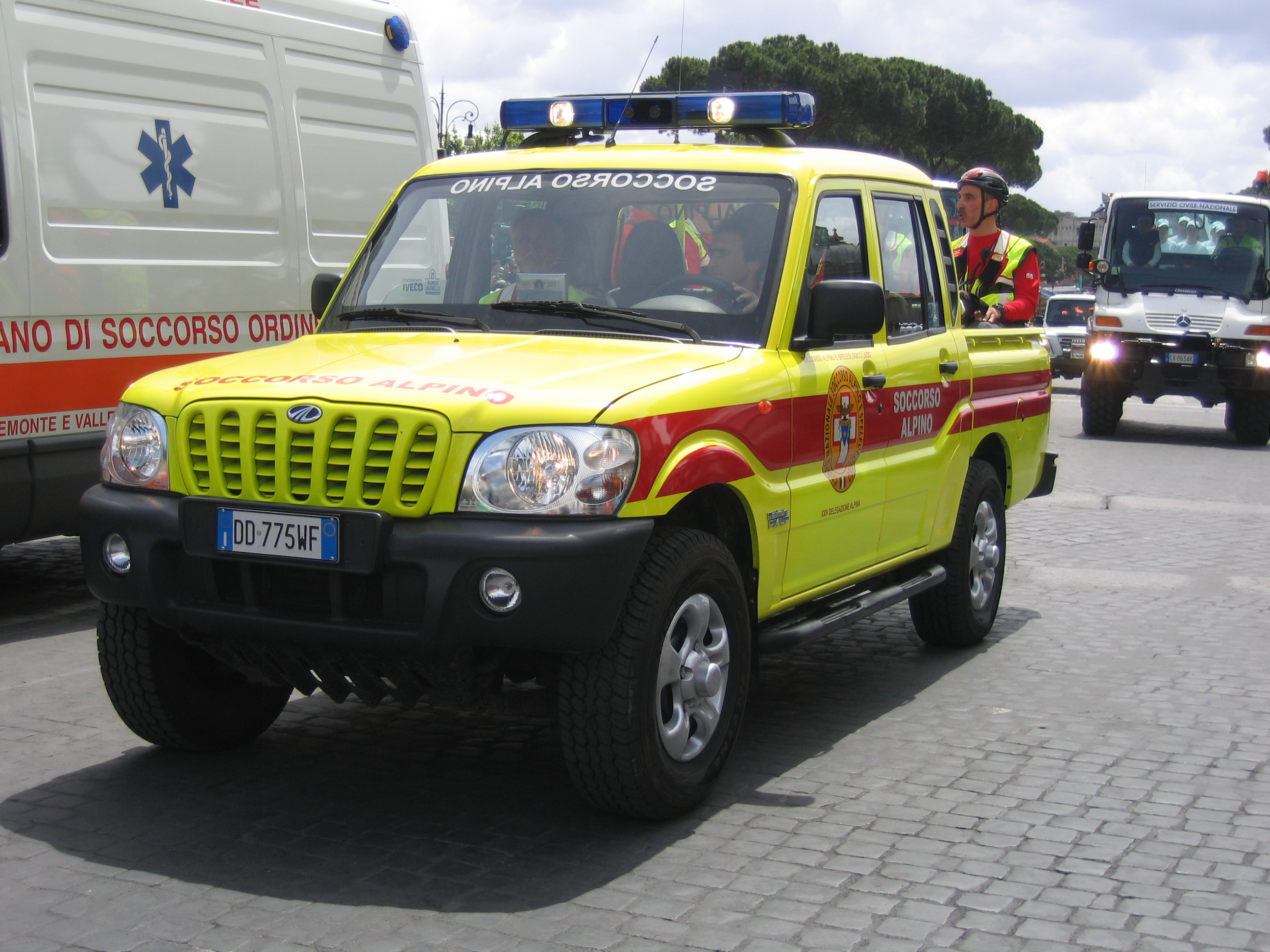
Modello Admiral Produttore Intav
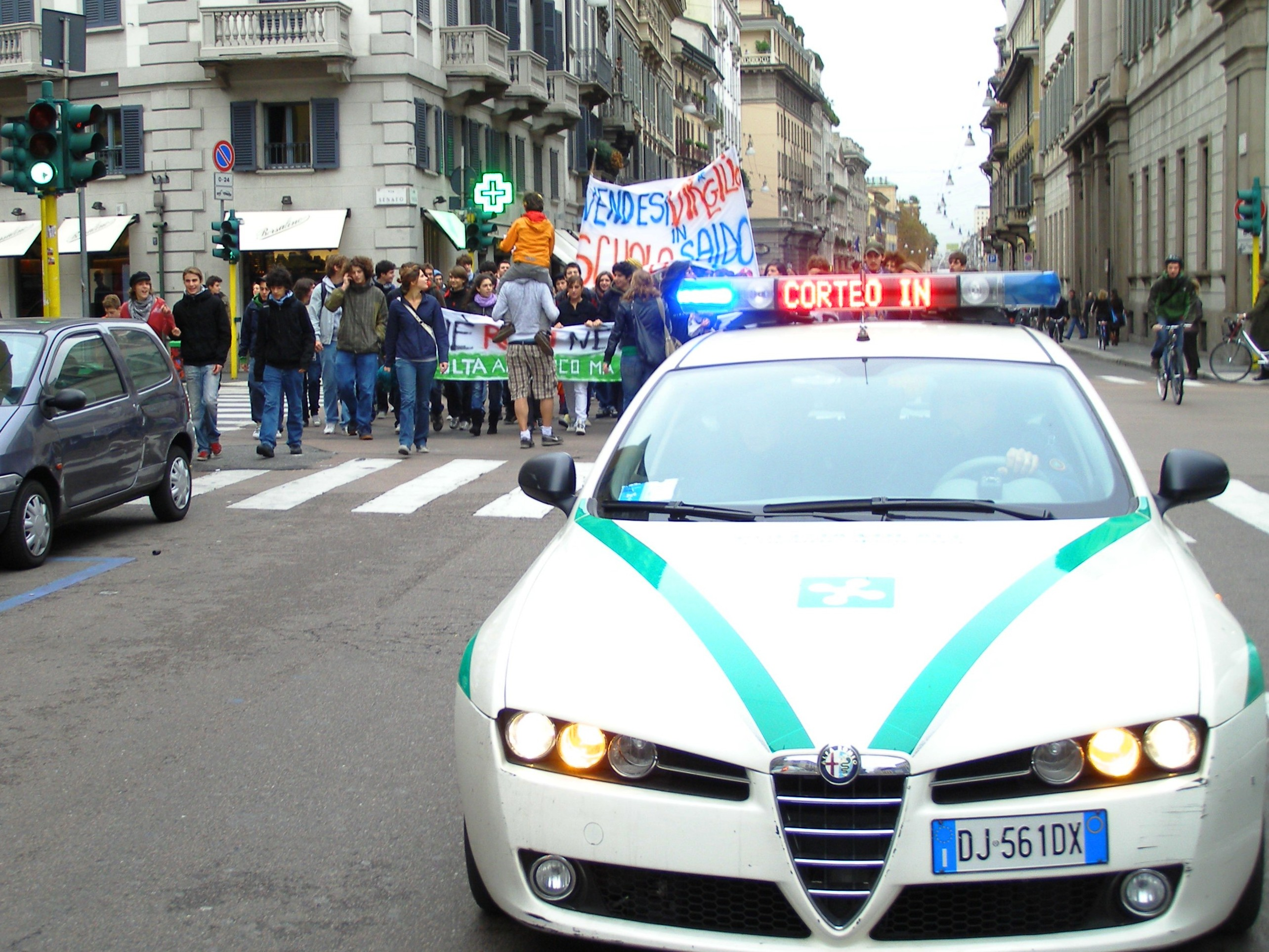
Modello Phoenix Sputnik Produttore Federal Signal Vama
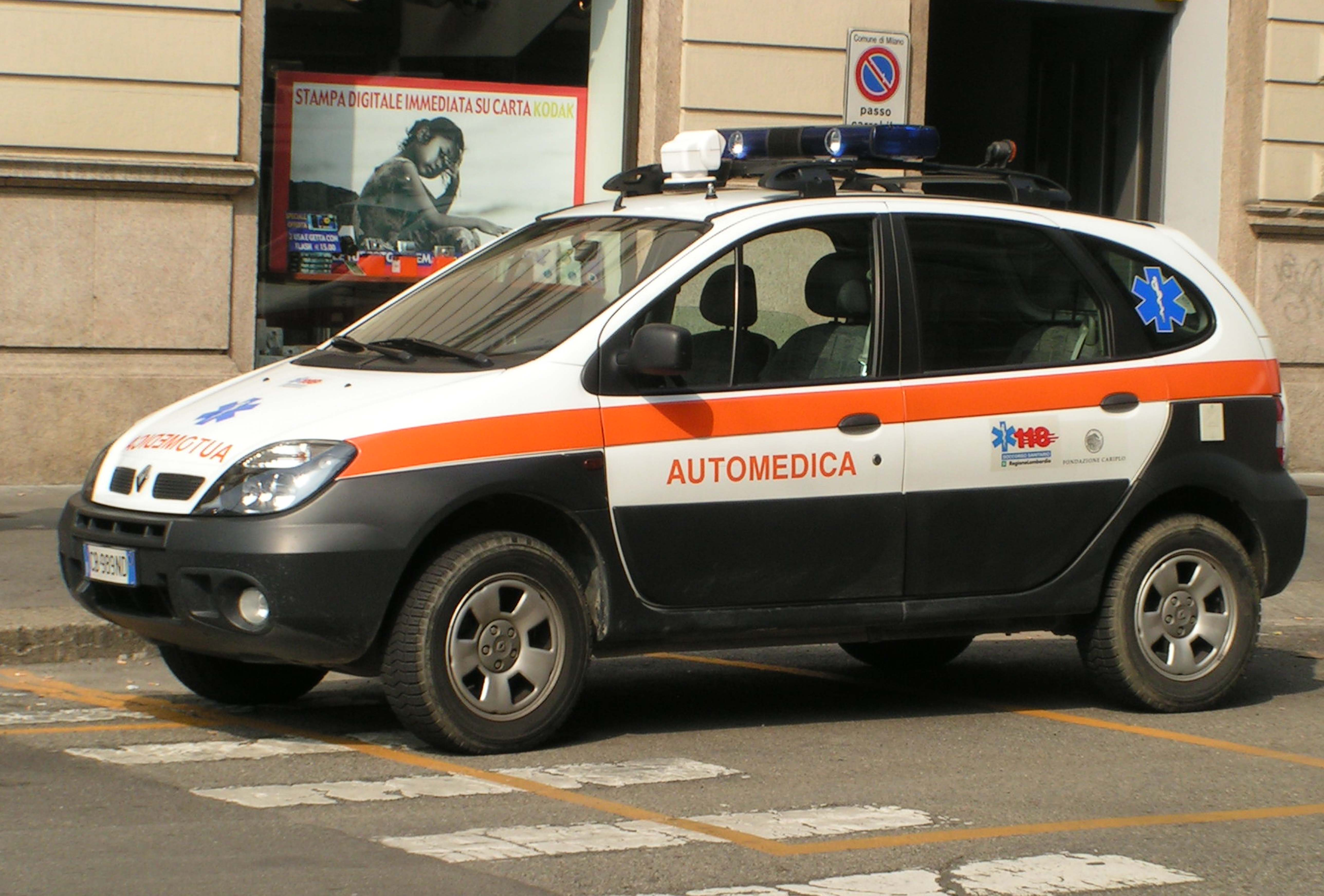
Modello P8000 Produttore Federal Signal Vama
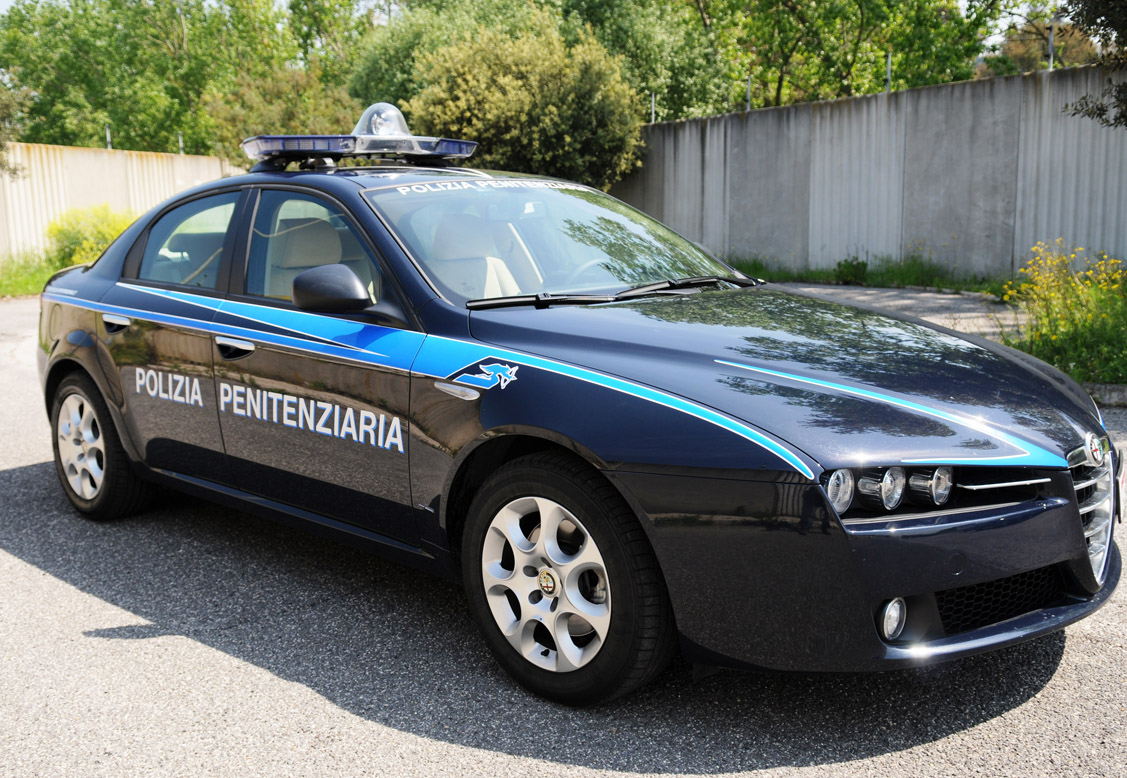
Modello Eagle LED Produttore Intav
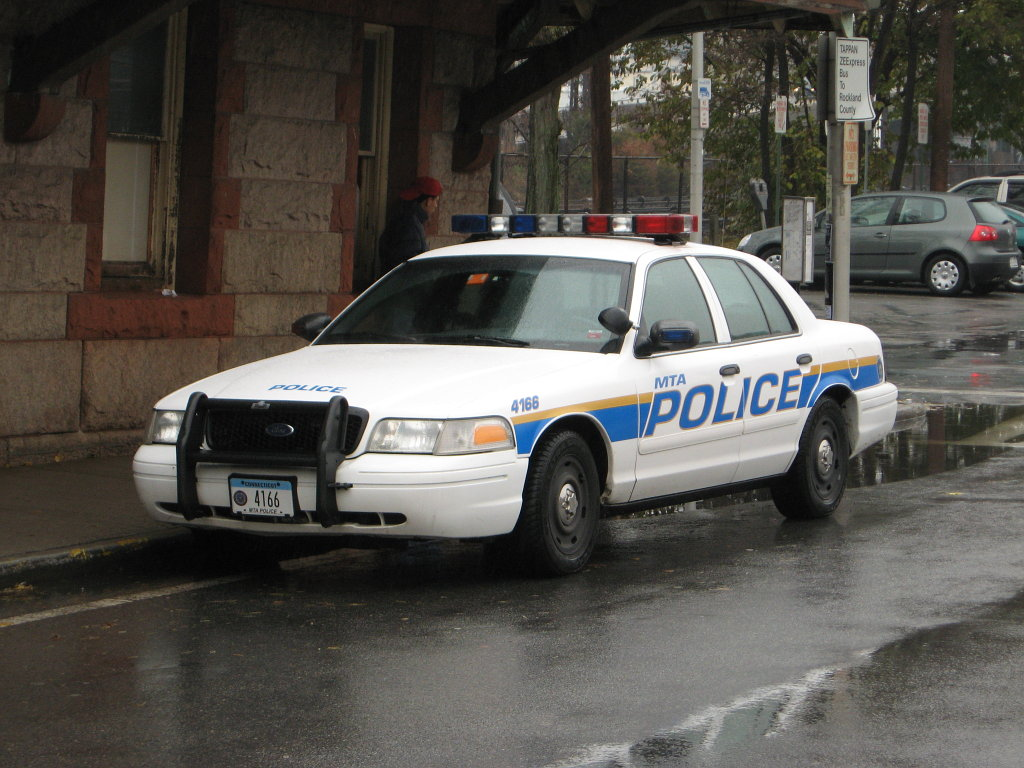
Modello 9M Produttore Whelen Engineering Company
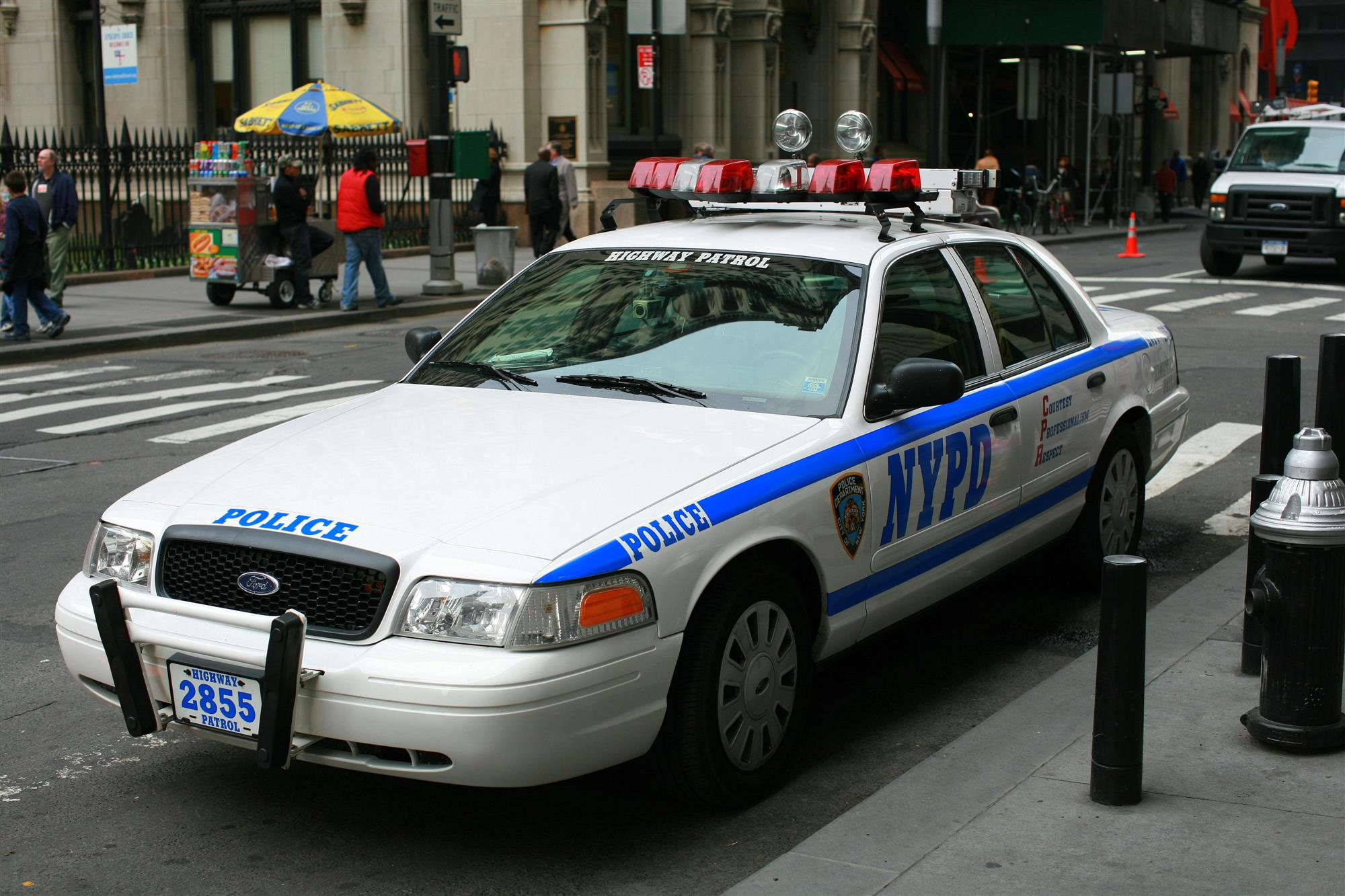
Modello Smart Vector Halogen Produttore Federal Signal Corporation
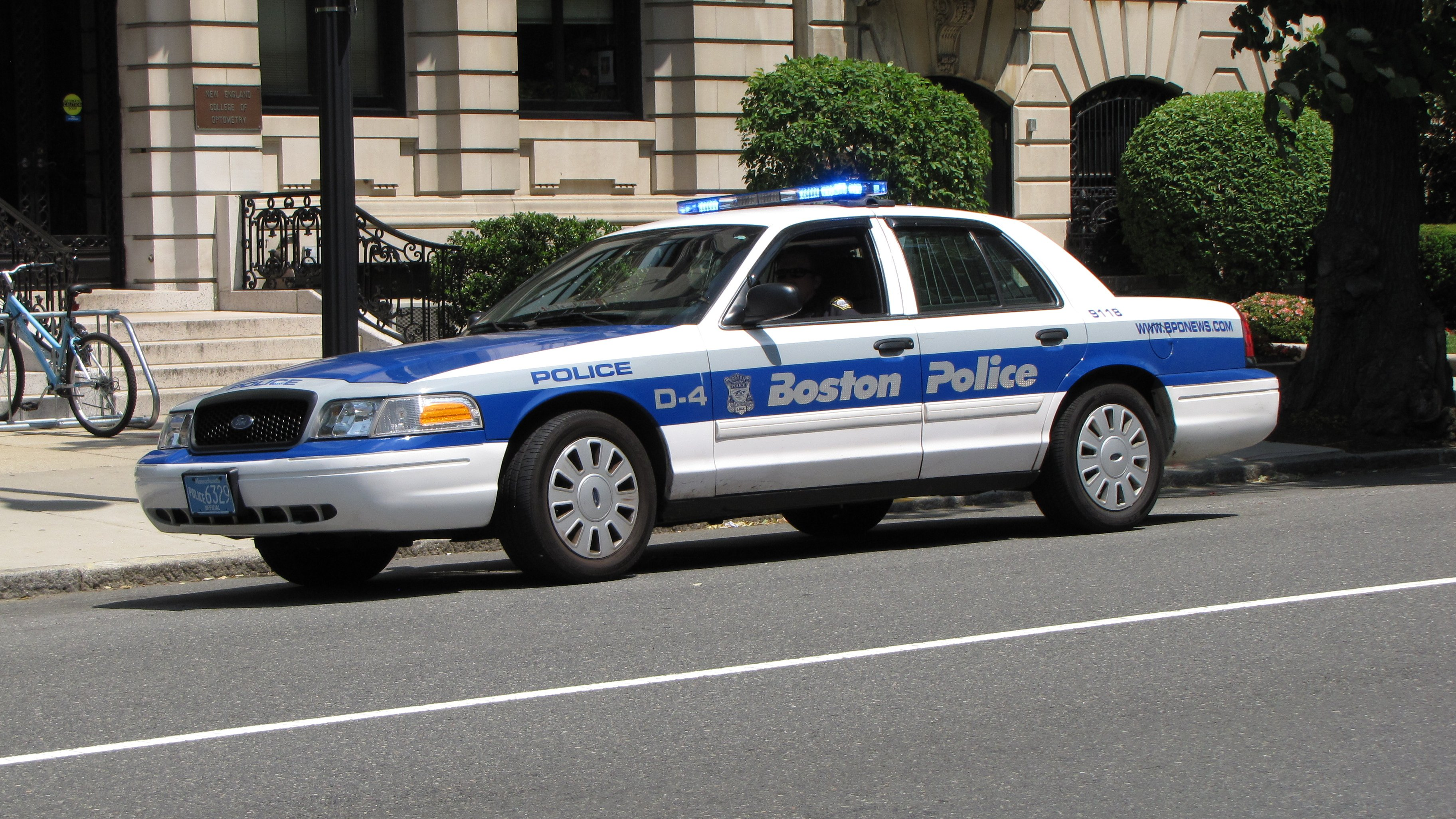
Modello Legend Produttore Federal Signal Corporation